# Domingo Plácido Suárez
Domingo Plácido Suárez (Las Palmas de Gran Canaria, 26 de julio de 1940) es un catedrático emérito de Historia Antigua de la Universidad Complutense de Madrid. Está doctorado en Filosofía y Letras. Es director del Groupe International de Recherches sur l’Esclavage dans l’Antiquité (GIREA).

## Formación
Nació en Las Palmas de Gran Canaria en 1940. Sus estudios giraron inicialmente en torno a la Filología Clásica, que inició en la Universidad de La Laguna y finalizó en la Universidad Complutense de Madrid en 1963, pero luego se centró en la Historia Antigua; en particular en el análisis histórico de la Grecia clásica. Su tesis doctoral, de 1972, versó sobre el pensamiento de los sofistas, en concreto de Protágoras, en el marco histórico de la Atenas de Pericles.
Entre 1962 y 1970 militó en el Partido Comunista de España. Junto con otros intelectuales, fundó la editorial «Ciencia Nueva», que consiguió la publicación de libros en España de autores próximos al marxismo. También colaboró en los años 80 con el FIM en la organización de ciclos de conferencias y en la promoción de la publicación de una obra sobre Federico Engels.

## Obra
En sus obras ha estudiado múltiples aspectos de la sociedad de la Antigüedad, principalmente de la Antigua Grecia, como la relación entre democracia, poder, esclavitud e imperialismo, el arte y la religión en el marco del desarrollo histórico de la polis, el papel de la mujer en la Atenas clásica, o el uso del pasado como medio de legitimación. También es destacable su inquietud por la historiografía y en concreto de la importancia de la Historia Antigua para la comprensión de la realidad actual. Además ha abordado la historia de la Antigua Roma y la historia de la Península ibérica en la Antigüedad.
Entre sus convicciones, señala que los historiadores de la Antigüedad deberían conocer el latín y el griego y trabajar directamente con las fuentes originales y, en este sentido, insiste en que no hay que fiarse de una traducción.
Ha publicado 25 libros, además de numerosos artículos en revistas, capítulos de libros en obras colectivas, traducciones y reseñas. Además colaboró  con la editorial Akal y dirigió la serie arqueológica de la editorial Crítica. Entre sus obras pueden citarse: 
- Introducción al Mundo Antiguo: problemas teóricos y metodológicos (1993)
- La sociedad ateniense. La evolución social de Atenas durante la guerra del Peloponeso (1997)
- Poder y discurso en la Antigüedad Clásica (2008).[2]

A su jubilación, se le dedicó un libro homenaje con el título Dialéctica histórica y compromiso social. Homenaje a Domingo Plácido, en 2010, donde intervinieron 112 autores.